# Zichtbaarheidssector

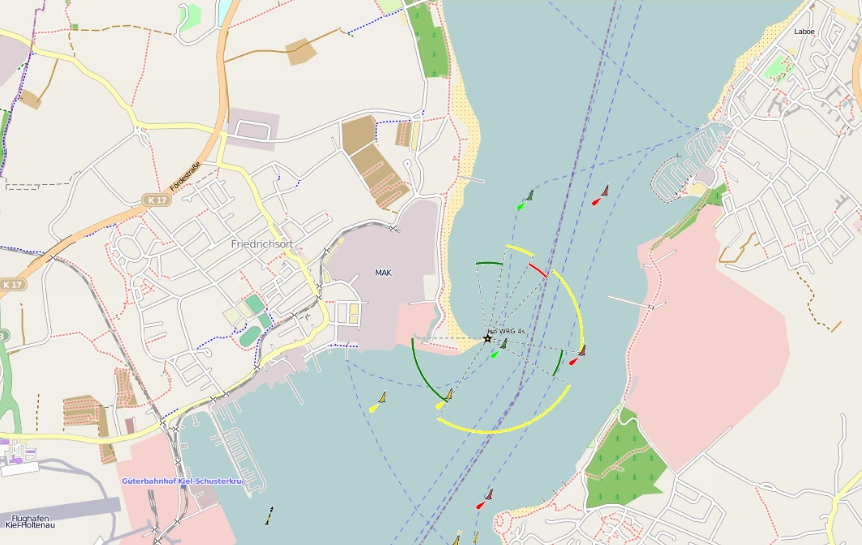
In een kaart ingekleurde zichtbaarheidssectoren

De zichtbaarheidssector of lichtsector van een sectorlicht, vuurtoren of een ander lichtbaken is de sector waarbinnen dit licht, indien van toepassing per kleur, zichtbaar is.
In maritiem kaartmateriaal zijn zichtbaarheidssectoren veelal ingetekend. In informatieboeken over lichten, zoals de NGA List of Lights Radio Aids & Fog Signals, wordt de sector weergegeven in kompasrichtingen vanaf het schip. De aanduiding 000°, vanuit het schip gezien het noorden, is vanuit het licht gezien dus juist het zuiden. Voor de Vuurtoren van Blankenberge geldt bijvoorbeeld een zichtbaarheidssector 065° - 245°.